# سد سلامه
سد سلامه مربوط به سدهٔ ۹ ه‍.ق است و در ۶ کیلومتری شمالغرب خواف واقع شده و این اثر در تاریخ ۱۹ مهر ۱۳۷۸ با شمارهٔ ثبت ۲۴۵۴ به‌عنوان یکی از آثار ملی ایران به ثبت رسیده است.